# Januária
Januária là một đô thị thuộc bang Minas Gerais, Brasil. Đô thị này có diện tích 7299,48 km², dân số năm 2007 là 67206 người, mật độ 13,67 người/km².